# Jones River (Derwent River)
Der Jones River ist ein Fluss im Süden des australischen Bundesstaates Tasmanien.

## Geografie

### Flusslauf
Der rund acht Kilometer lange Jones River entspringt etwa zwei Kilometer nördlich der Siedlung Ellendale nordöstlich des Mount-Field-Nationalparks. Von dort fließt er nach Nordosten und mündet in den Meadowbank Lake und damit in den Derwent River.

### Nebenflüsse mit Mündungshöhen
Der Jones River hat folgende Nebenflüsse:
- Montos Creek – 190 m
- Angus Rivulet – 105 m

### Durchflossene Stauseen
Er durchfließt folgende Stauseen:
- Meadowbank Lake – 79 m